# Гноєн
Гноєн (нім. Gnoien) — місто в Німеччині, розташоване в землі Мекленбург-Передня Померанія. Входить до складу району Росток. Центр об'єднання громад Гноєн. Міськраді Гноєна підпорядковується 7 сільських територіальних громад.
У 2007 році місто відзначило 750-річчя від офіційної дати заснування.

## Етимологія назви
За однією з версій топонім похідний від слов'янського слова «гній», за іншою — від німецького слова «гнейс».

## Географія
Невелике містечко розташоване в петлі річки Варбель — невеликого притоку Требеля між Ростоком і Демином. Місцина досить плоска, лиш один пагорб ледь сягає 40 м над рівнем моря. Безпосередньо на південь знаходиться витік річки Пеене. Поруч знаходяться язичницькі захоронення в Шлутові.
Райони міста мають назви Ешенхерн, Гноєн, Краніхсхоф, Варбелів і Доліц.
Місто Гноєн є центром об'єднання громад, до якого крім нього входять Берен-Любхін, Фінкенталь, Альткален, Валькендорф і Боддін.

## Галерея

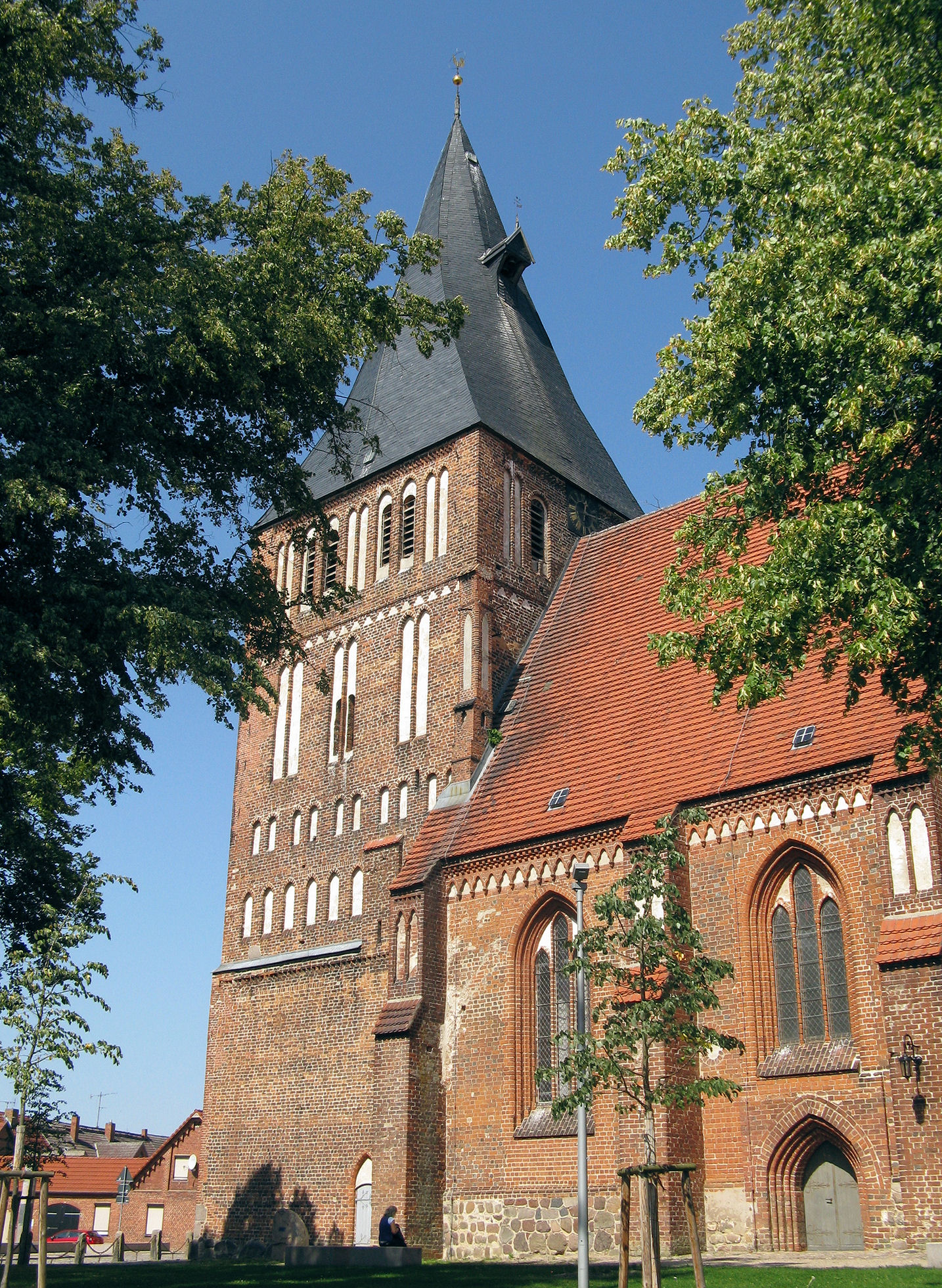
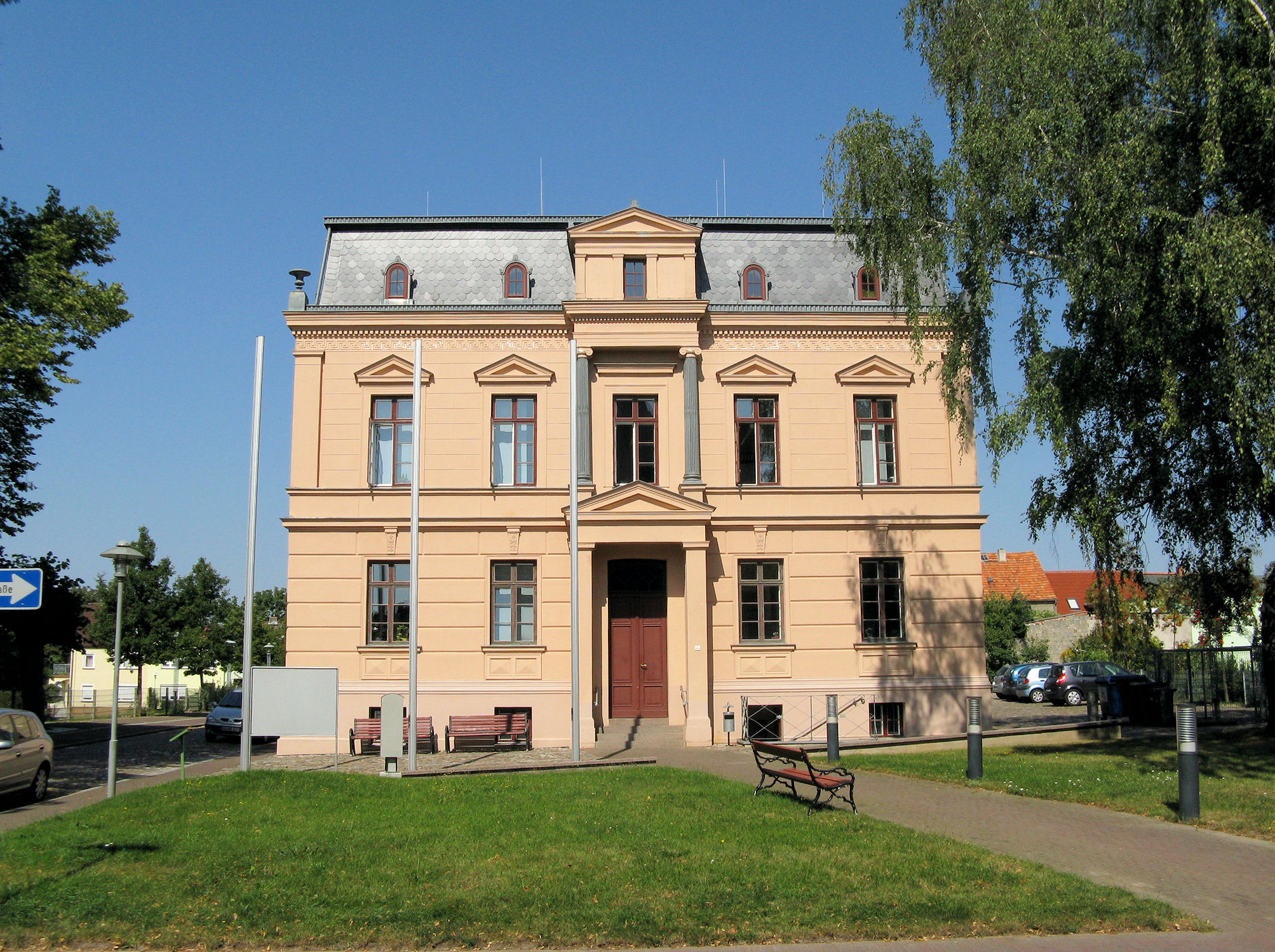
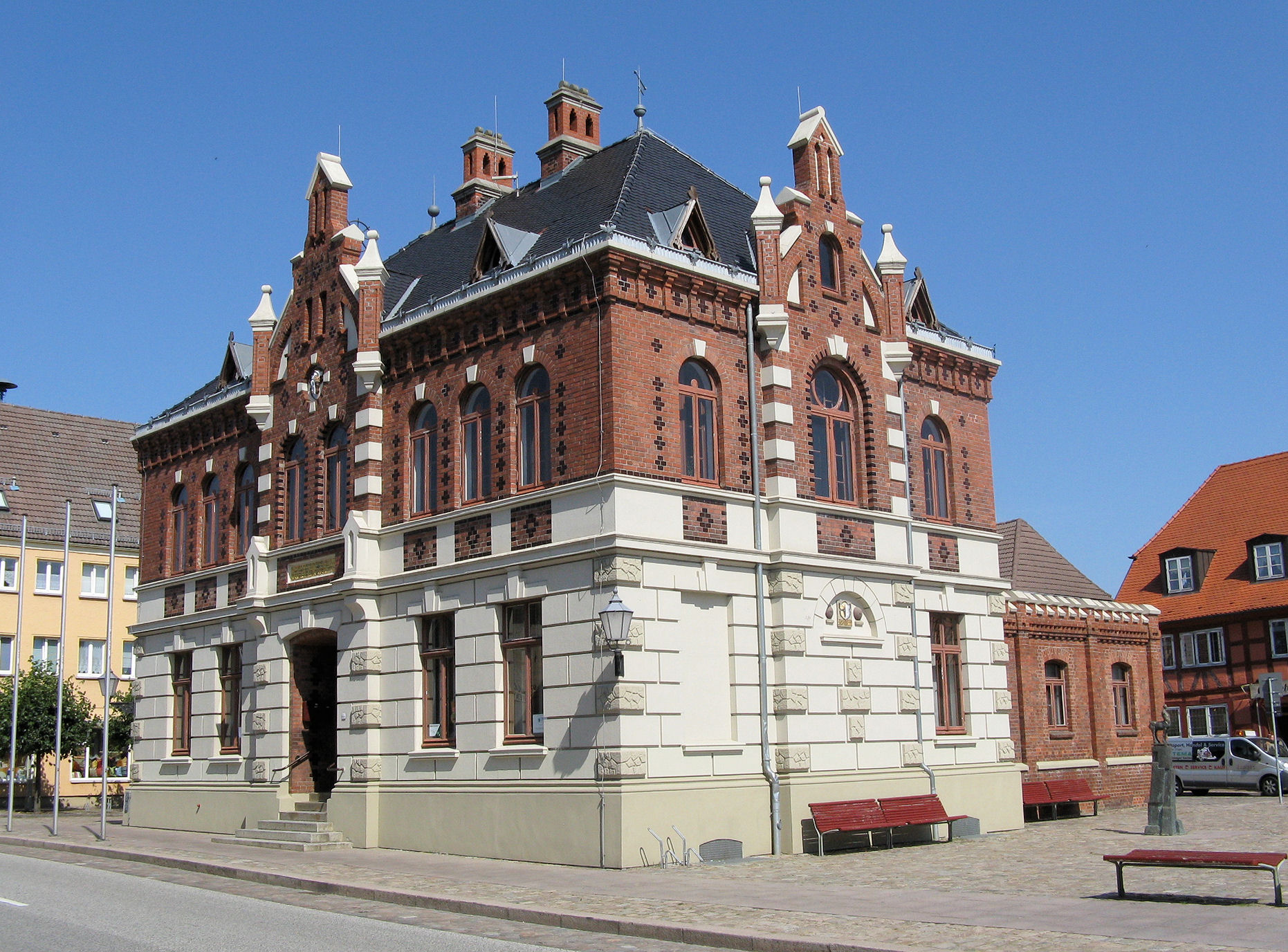
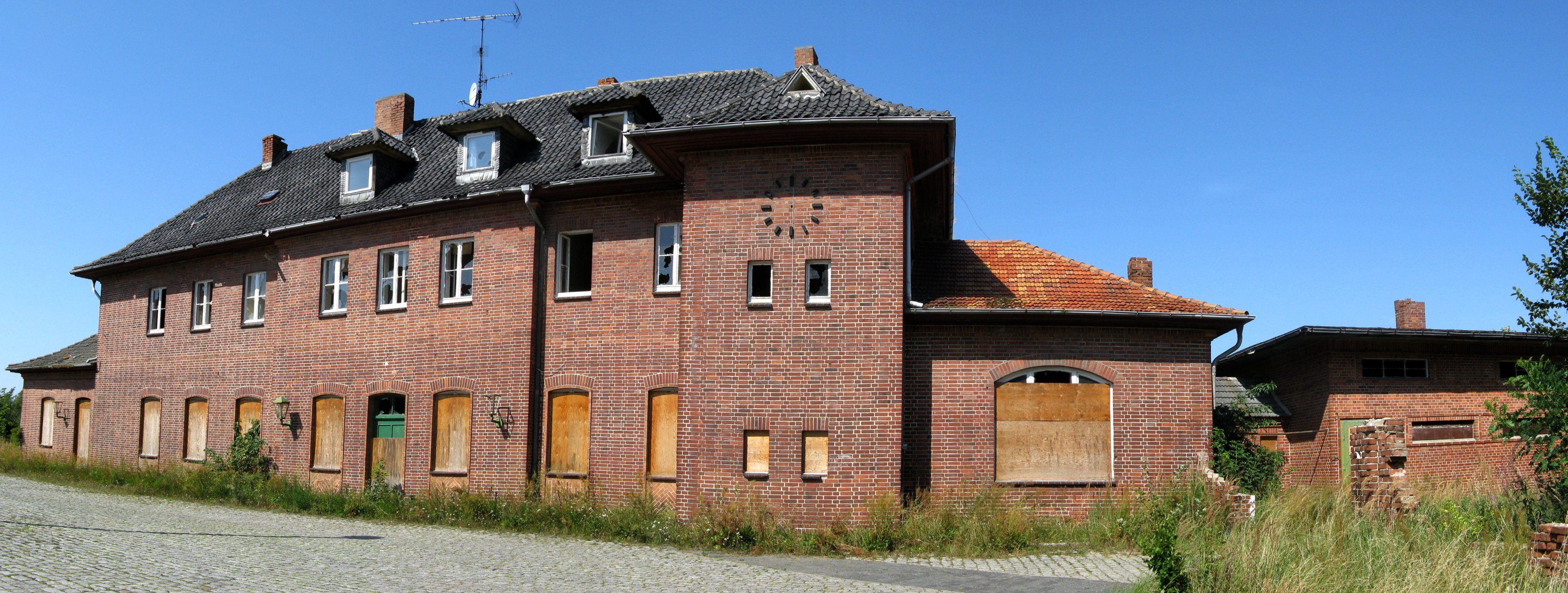